# Verkiezingen voor het Europees Parlement 2004/Kandidatenlijst/Groen
Dit is de kandidatenlijst van Groen! voor de Europese Parlementsverkiezingen van 2004. De verkozenen staan vetgedrukt.

## Effectieven
1. Bart Staes
2. Tinne Van Der Straeten
3. Meryem Kaçar
4. Helder Swartele
5. Hugo Van Dienderen
6. Veerle Declercq
7. Relinde Baeten
8. Peter Tom Jones
9. Joke Van De Putte
10. Jan Sabbe
11. Eddy Boutmans
12. Mieke Vogels
13. Jos Geysels
14. Vera Dua

## Opvolgers
1. Isabel Vertriest
2. Leen Laenens
3. Rik Jellema
4. Philippe Avijn
5. Marianne Vergeyle
6. Jan Allein
7. Jef Ulburghs
8. Magda Aelvoet